# Ludwig Büff
Georg Ludwig Büff (* 22. Mai 1811 in Marburg; † 8. Mai 1869 in Kassel) war ein deutscher Jurist.

## Leben
Büff war Sohn eines Justizbeamten. Er studierte ab 1828 an den Universitäten Marburg und Heidelberg die Rechtswissenschaft. Nach dem bestandenen Examen ging er 1833 als Auscultator an das Landgericht Kassel. 1838 wurde er Stadtgerichtsassessor und noch im selben Jahr Obergerichtsassessor, dann 1841 Staatsanwalt. Im Herbst 1847 ernannte man ihm zum 2. Landtagskommissar bei der Kurhessische Ständeversammlung. Dieses Amt führte er bis März 1848 aus.
Büff wurde 1851 zum Obergerichtsrat ernannt und stieg 1859 zum Oberappellationsgerichtsrat am Oberappellationsgericht Kassel auf. Die Juristische Fakultät der Universität Marburg verlieh ihm 1857 die Ehrendoktorwürde (Dr. iur. h.c.). Als Kassel 1866 zu Preußen kam, wurde er Mitglied des Appellationsgerichts Kassel, nach dem er einen Ruf an das höchste Gericht für die neuen Landesteile in Berlin abgelehnt hatte. 1868 verlieh ihm auch die Theologische Fakultät der Marburger Universität die Ehrendoktorwürde (Dr. theol. h.c.). Bei den Beratungen zur neuen deutschen Zivilprozessordnung 1869 war er bis zu seinem Tod der Delegierte für Kurhessen.

## Werke (Auswahl)
Neben diversen Beiträgen in Fachzeitschriften veröffentlichte er:
- mit Hermann Kersting (gemeinsam unter dem Pseudonym Ludwig Hermann): Sammlung der im Lehrbuche des heutigen römischen Rechts, vom Herrn Geheimen Justizrathe und Professor Dr. Mackeldey, citirten Belegstellen, Heyer, Gießen 1832.
- Kurhessisches Kirchenrecht, Krieger, Kassel 1861.
- Das Schäfereirecht auf Grundlage des gemeinen Rechts und seiner Ausbildung in Kurhessen, Freyschmidt, Kassel 1863.